# Doliocarpus schultesianus
Doliocarpus schultesianus är en tvåhjärtbladig växtart som beskrevs av Aymard. Doliocarpus schultesianus ingår i släktet Doliocarpus och familjen Dilleniaceae. Inga underarter finns listade i Catalogue of Life.